# Arroyo de Aréchaga
El arroyo de Aréchaga es un curso de agua uruguayo que atraviesa el departamento de  Salto perteneciente a la cuenca hidrográfica del Río de la Plata.
Nace en la Cuchilla del Daymán y desemboca en el río Daymán.